# Forêts décidues de Hokkaidō
Localisation
Les forêts décidues de Hokkaidō sont une écorégion terrestre en Asie définie par le WWF, appartenant au biome des forêts tempérées décidues et mixtes. Elles couvrent  une grande partie de Hokkaidō, l'île la plus septentrionale du Japon, ainsi qu'une partie des petites îles de Chikotan, Itouroup et Kounachir dans l'archipel des Kouriles et la pointe sud de l'île de Sakhaline en Russie. Le couvert boisé est composé principalement d'arbres à feuilles caduques mêlés de  conifères et de bambous. Depuis deux siècles, la mise en valeur agricole, l'urbanisation et l'industrialisation ont affecté ses écosystèmes. Elle comprend plusieurs aires protégées à la biodiversité assez importante. 

## Situation et climat
Les forêts couvrent environ 70% de la surface de Hokkaidō. Dans l'ouest et le sud-ouest prédomine la forêt décidue tandis que les conifères dominent dans le nord, l'est et le centre de l'île. La forêt décidue occupe, selon les estimations, entre 25 381 et 36 401 km2 soit 30 à 40% de la superficie de la grande île. 
Le climat est continental à hivers froids avec une température moyenne annuelle de 5,2 °C variant de 21,9 °C en été à −11,6 °C en hiver. La moyenne des précipitations est de 1 083,4 mm. À Sapporo, la température est inférieure à 0°C de janvier à avril. L'ensoleillement hivernal est très faible (entre 29 et 36 h). La neige est moins abondante que sur la côte occidentale de Honshū mais tient plus longtemps. En revanche, les séismes sont rares et les typhons exceptionnels. La côte est, longée par des courants froids, connaît des brumes épaisses pendant l'été . La côte nord, sur la mer d'Okhotsk, est gelée quatre mois par an. 

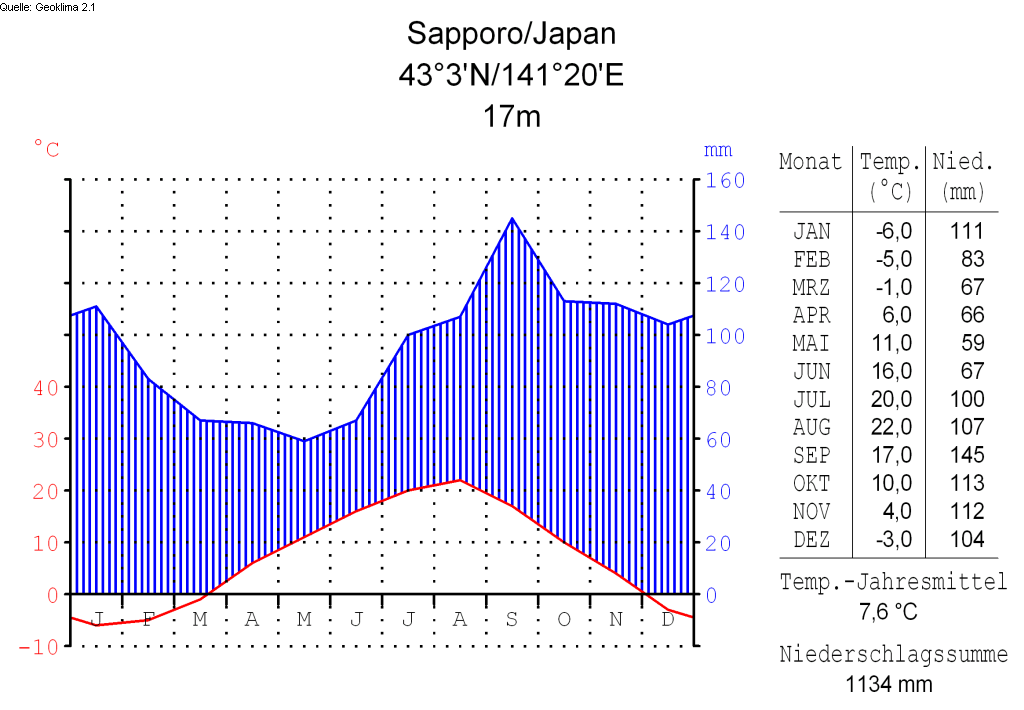
Diagramme climatique de Sapporo.

Les hauteurs boisées de la péninsule d'Oshima et des massifs centraux tranchent de façon abrupte avec les plaines intensément cultivées où se trouvent les grandes villes de Sapporo et Tomakomai. La zone des forêts est dominée par plusieurs volcans actifs : le mont Yōtei à Hokkaidō et les volcans d'Itouroup et Kounachir dans les Kouriles. 
Pendant la dernière période glaciaire , Hokkaidō et Sakhaline étaient reliées à la Sibérie et la forêt boréale, relativement pauvre en grands mammifères, s'étendait sur la plus grande partie de l'actuel Japon. Avec le réchauffement de l'Holocène, Hokkaidō s'est séparée du continent et couverte d'une forêt mixte de conifères et de feuillus. Avant la colonisation japonaise des XIXe et XXe siècles, les plaines étaient à peu près désertes et la population autochtone, les Aïnous, chasseurs, cueilleurs et pêcheurs, résidait essentiellement sur les hauteurs.

## Flore
Dans l'ouest et le sud-ouest de Hokkaidō prédominent les forêts d'ormes, hêtres, chênes, frênes, érables, tilleuls, mêlée de conifères et de bambous nains (Sasa), avec des alignements de peupliers le long des routes,. Parmi les espèces caractéristiques de la forêt décidue se trouvent le chêne de Mongolie, l'Acer pictum (« érable peint »), le bouleau de Mongolie, l'orme du Japon, l'épicéa de Sakhaline, le sapin aomori. 
Dans les Kouriles, les bambous forment la végétation dominante, surplombant des prairies épaisses où croissent plusieurs espèces endémiques : Lycopus kurilensis,  Erigeron schikotanensis,  Taraxacum vulcanorum, Clinopodium kunashirense et  Pulsatilla taraoi. La flore et la faune de l'écorégion ne comptent pratiquement pas d'autre espèce endémique.

Flore de Hokkaidō
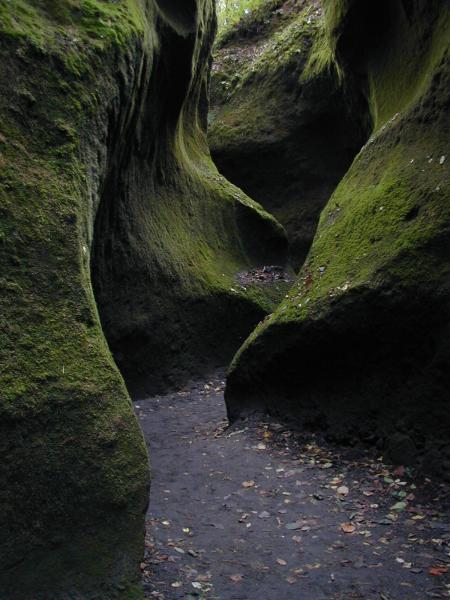
Mousse dans une gorge du parc national de Shikotsu-Tōya en octobre 2004.
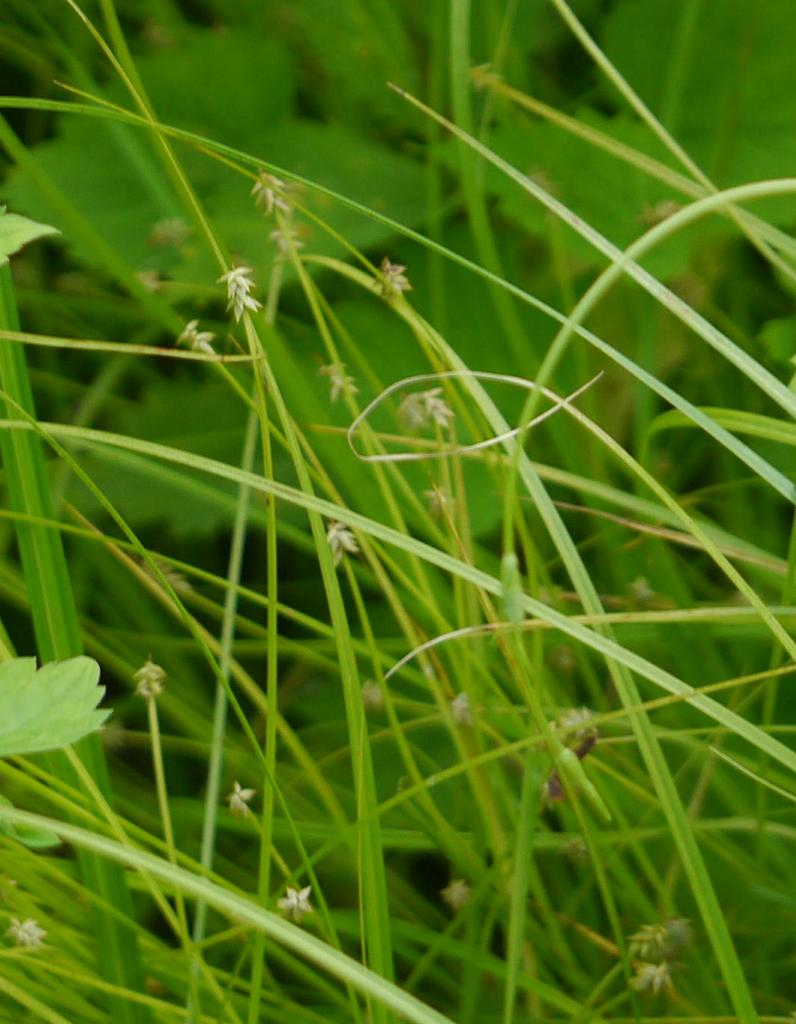
Carex uda dans la sous-préfecture de Kushiro en juin 2018.
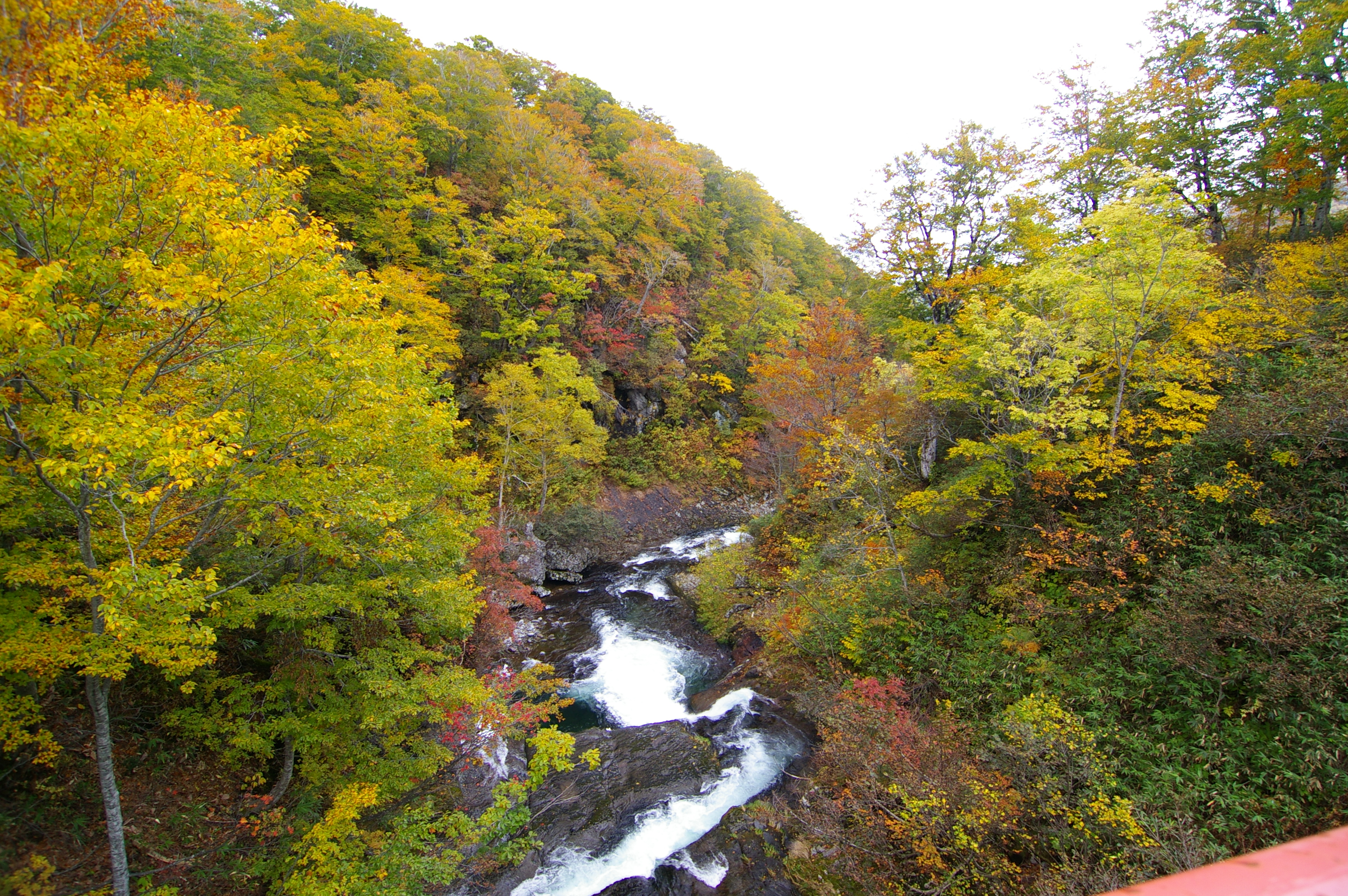
Parc naturel préfectoral de Kariba-Motta dans le district de Shimamaki en octobre 2009.

## Faune

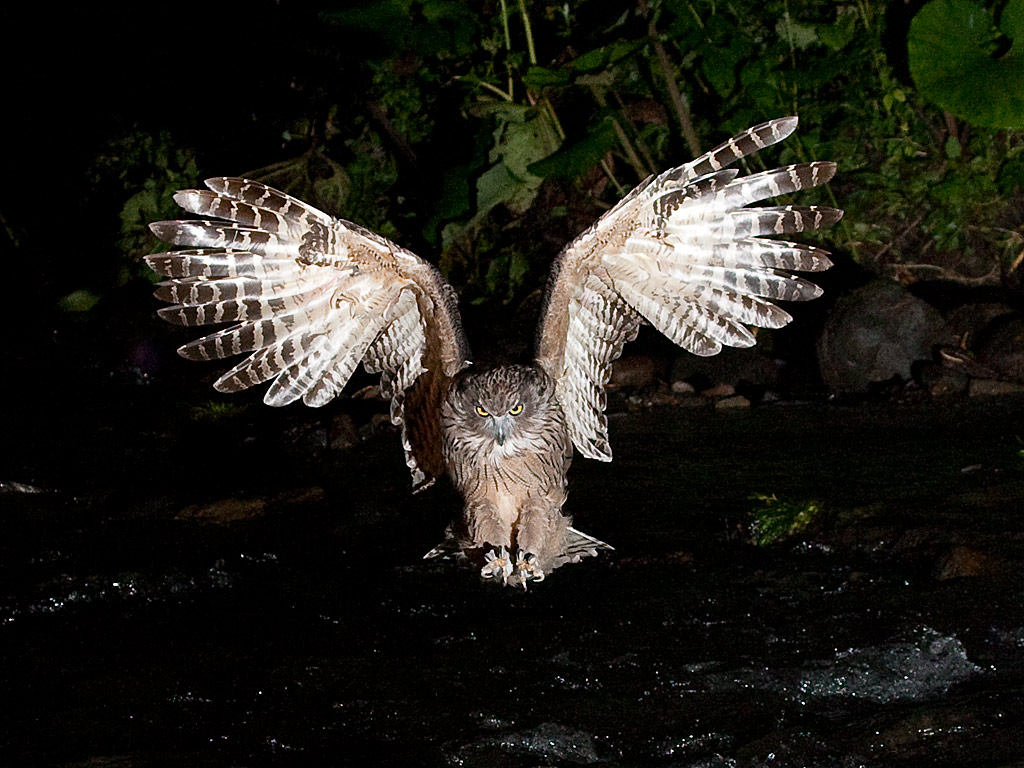
Grand-duc de Blakiston en 2009.

Le grand-duc de Blakiston, rapace pêcheur très rare et menacé dont il existe une sous-espèce sur Kounachir,  la cigogne orientale, la grue du Japon, le courlis de Sibérie, le chevalier tacheté habitent ses forêts, ainsi que les très menacés bruant auréole et rossignol calliope. Le parc national de Shikotsu-Tōya (993 km2), créé en 1949, est considéré par le programme Birdlife International comme une Zone importante pour la conservation des oiseaux. Le lac Utonai, en partie classé site Ramsar, est une aire de passage importante des oiseaux migrateurs tels que l'oie rieuse, le cygne chanteur et le cygne siffleur. Parmi les autres oiseaux représentés, on trouve la locustelle amnicole, le guillemot à lunettes, le bécasseau de l'Anadyr, le harelde kakawi, le bruant rustique, le bruant du Japon, le pygargue empereur, la macreuse de Sibérie, la mouette tridactyle, le grèbe esclavon et le tarier de Stejneger. 
L'ours brun est préservé dans le parc de Shikotsu-Tōya ; des populations au pelage particulier existent à Itouroup et Kounachir. Le renard roux, l'écureuil roux et le polatouche de Sibérie (écureuil volant) ont des populations particulières à Hokkaidō. 
La loutre Lutra l. whiteleyi, sous-espèce insulaire de la loutre d'Europe qui guettait les migrations saisonnières du saumon-keta le long du Chitose-gawa, tient une certaine place dans le folklore aïnou : victime de la chasse et de la destruction de son environnement, elle disparaît en 1959 tandis que sa cousine, la loutre du Japon (Lutra nippon), subsiste au moins jusqu'en 1979 dans l'île méridionale de Shikoku ; elle est déclarée éteinte en 2012.
La faune des rivières comprend plusieurs salmonidés du Pacifique (genre Oncorhynchus) : le plus répandu et le plus exploité est le migrateur Oncorhynchus keta qui parcourt un long cycle entre l'eau douce et l'océan. 

Faune de Hokkaidō
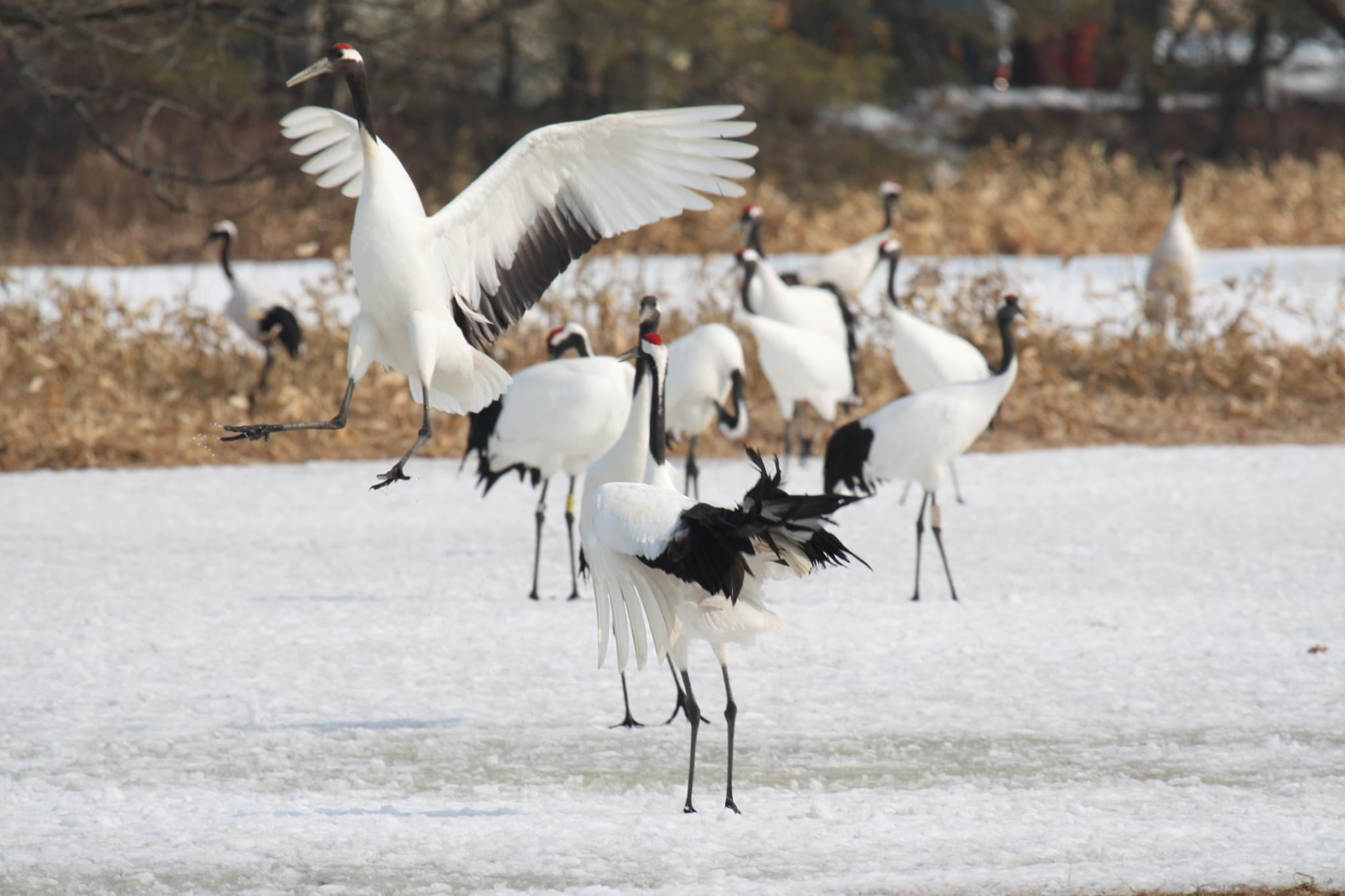
Grues du Japon en février 2011.
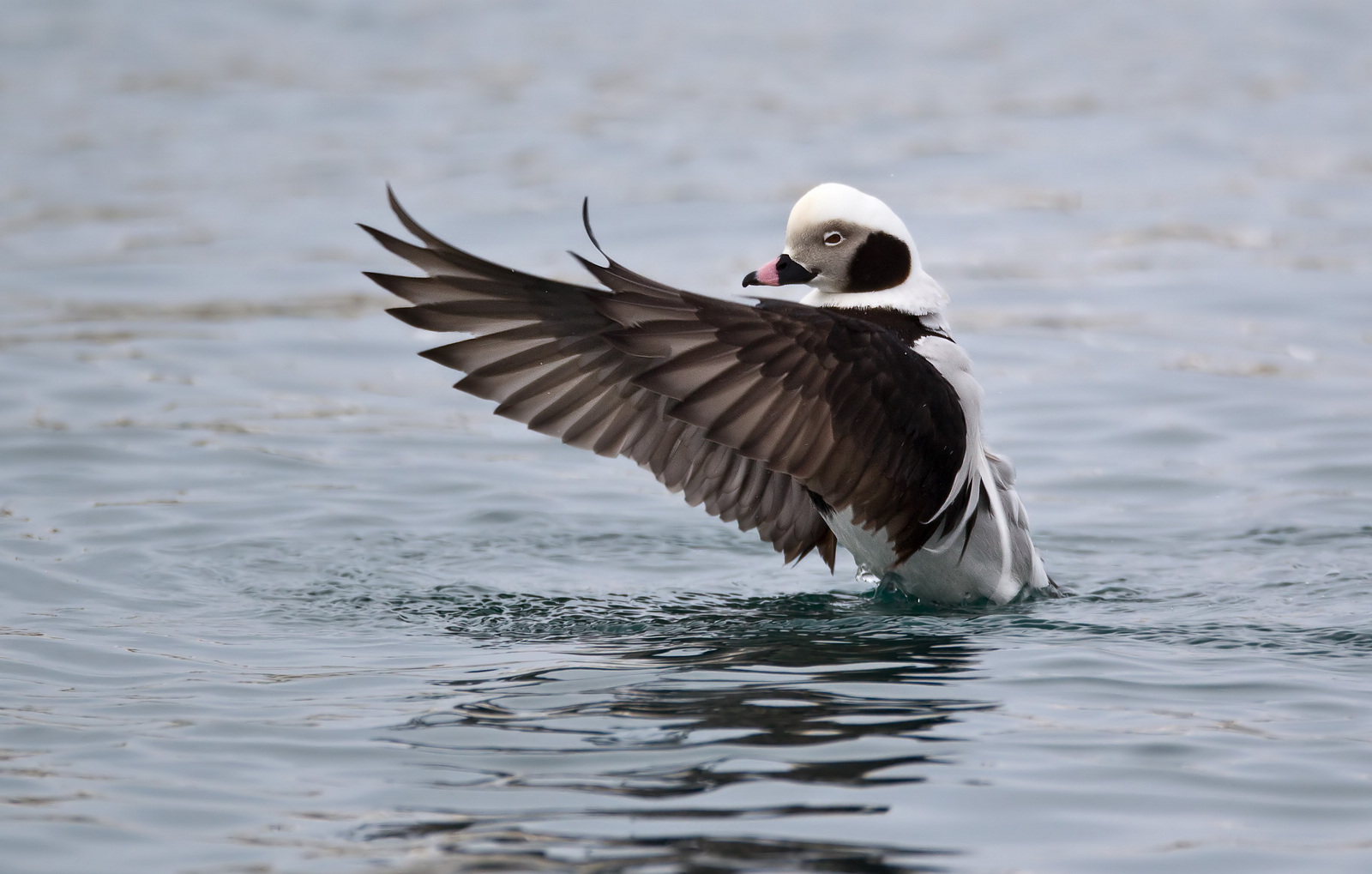
Harelde kakawi mâle adulte en février 2010.
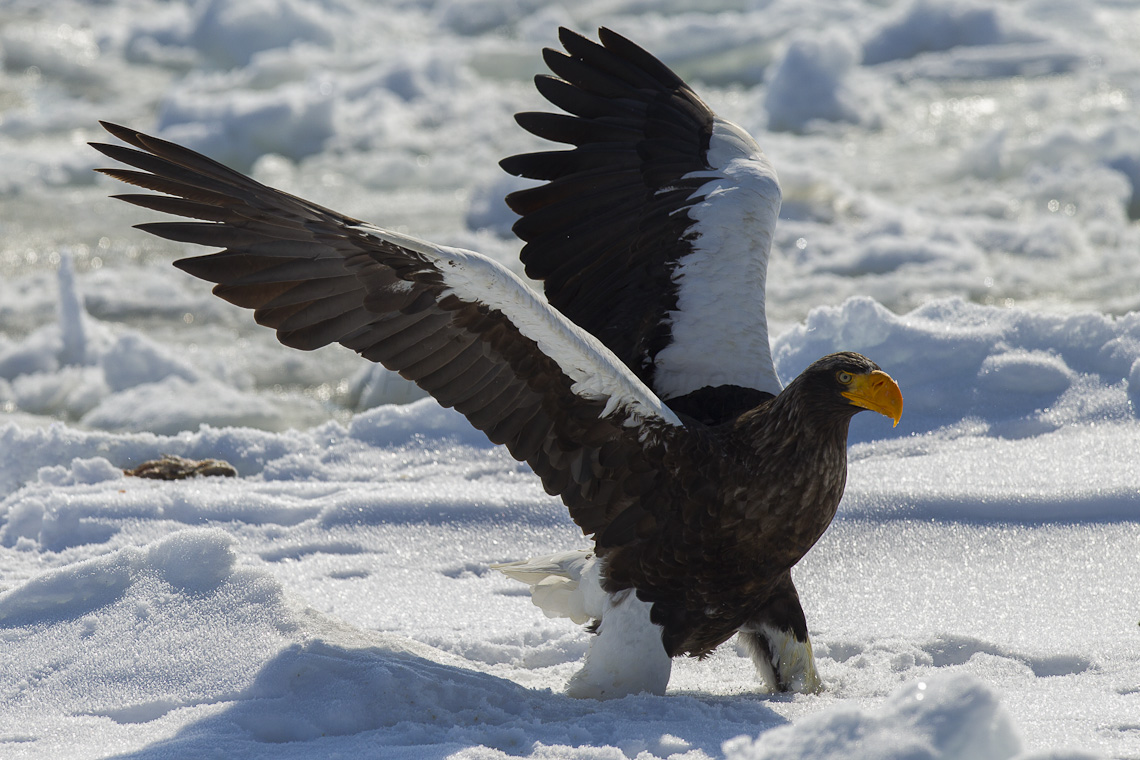
Pygargue empereur (aigle de Steller) en février 2011.
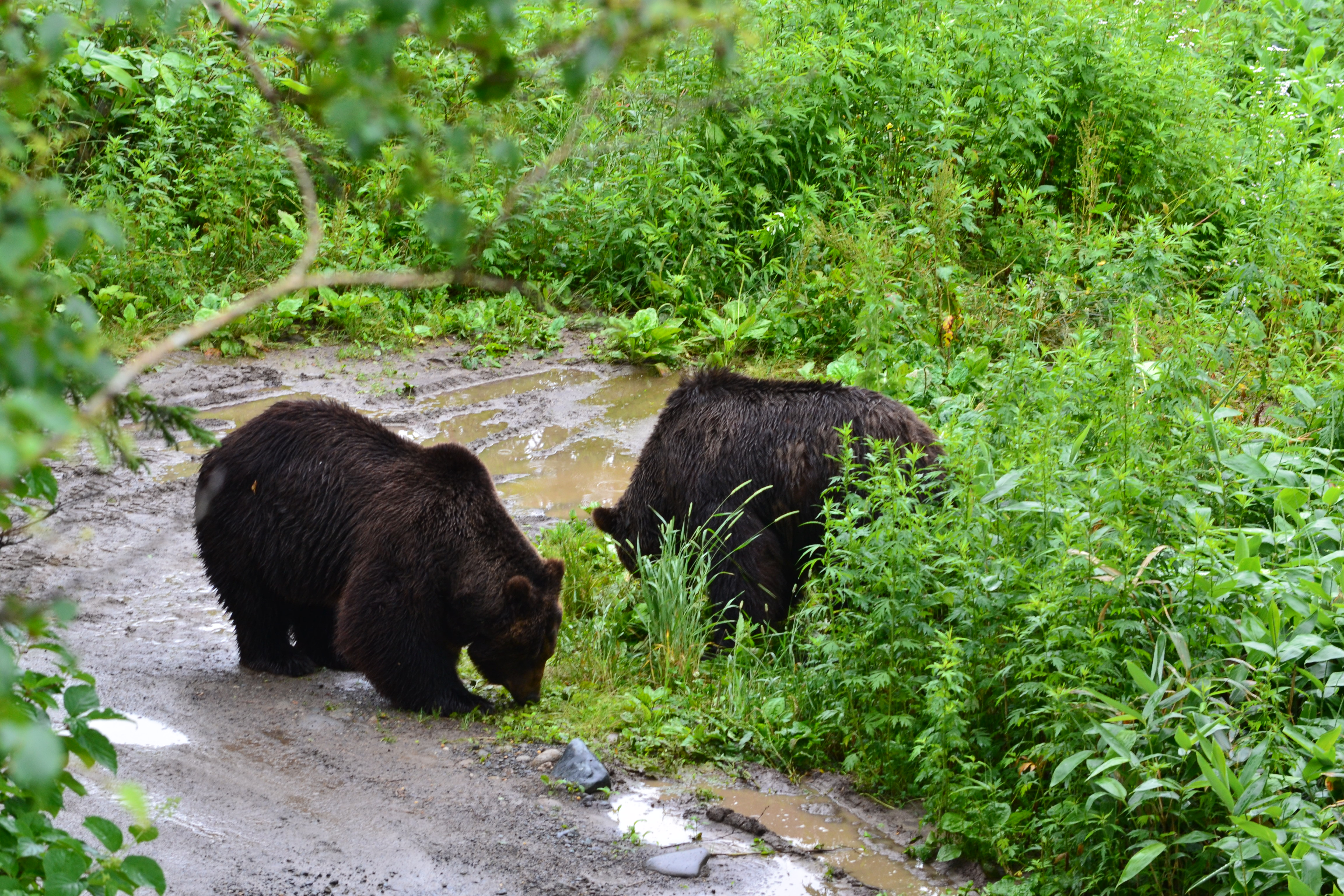
Ours bruns dans les monts Hidaka en juillet 2011.
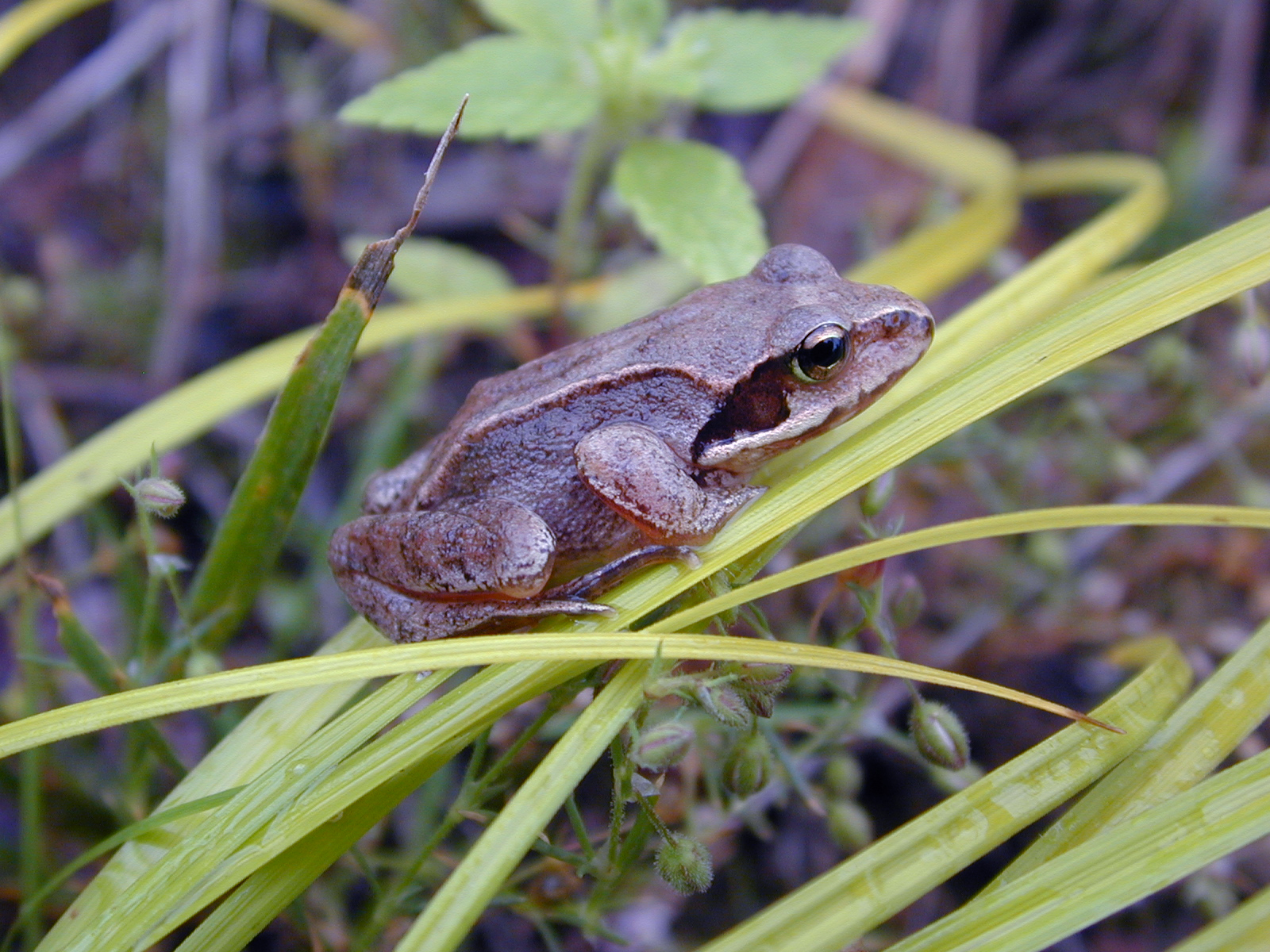
Rana chensinensis dans le sud de Sakhaline.
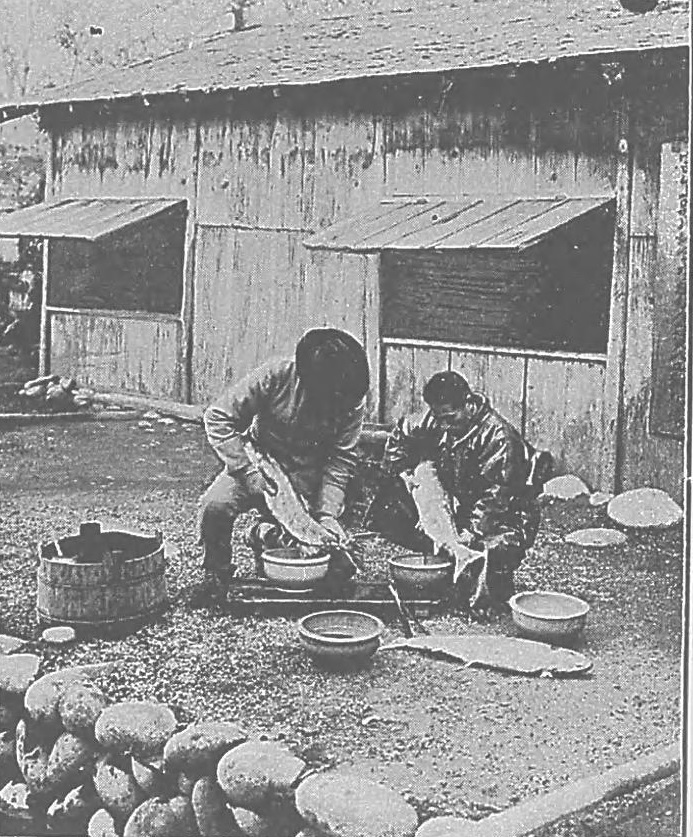
Pêche au saumon du Pacifique (Oncorhynchus keta) en 1909.

## Protection
La forêt, dans les années 1960, appartenait à 70% à l'État et 30% aux particuliers. La rareté de la main-d'œuvre, saisonnière et plus attirée par les emplois urbains, a amené une mécanisation croissante des entreprises, surtout dans les forêts publiques. L'importance du couvert forestier favorise l'exploitation du bois de chauffage et l'industrie papetière.   
Les plaines basses ont été presque entièrement occupées par l'agriculture et l'urbanisation et il ne reste que de rares vestiges de zones humides,. L'élevage bovin est relativement important. L'élevage ovin, développé tardivement dans la période de l'expansion militaire pour fournir de la laine à l'armée, a décliné depuis : en 2018, il ne reste plus que 200 éleveurs et 11 529 têtes à Hokkaidō,. L'exploitation des minerais et hydrocarbures, la construction de barrages pour l'industrie et l'agriculture ont fortement affecté l'écosystème.    
Outre les deux parcs japonais de Shikotsu-Tōya et du lac Utonai, trois parcs russes, le zapovednik des Kouriles à Kounachir, les zakazniks d'Ostrovnoï  à Itouroup et de la Péninsule Krilon à Sakhaline représentent environ 7% de la surface protégée dans l'écorégion. Le contentieux nippo-russe sur les Kouriles du Sud pose des problèmes de gestion et la création d'une aire protégée binationale a été proposée. 
Le sud de Sakhaline est menacé par le braconnage, notamment du chevrotain porte-musc et de l'ours brun. Les grands oiseaux comme le grand-duc de Blakiston sont exposés aux heurts avec les lignes électriques et les filets de pêche.

Espaces naturels de Hokkaidō et des Kouriles
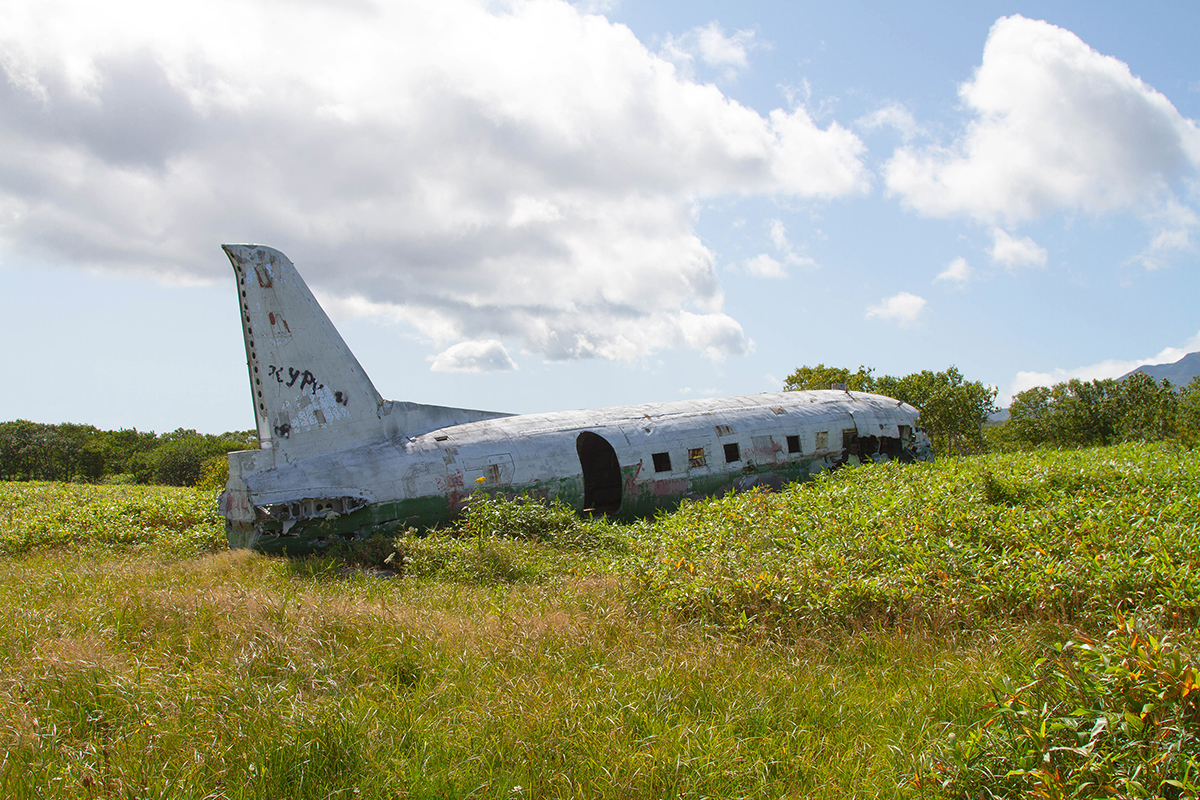
Carcasse d'un Iliouchine Il-14 à Itouroup en septembre 2019.
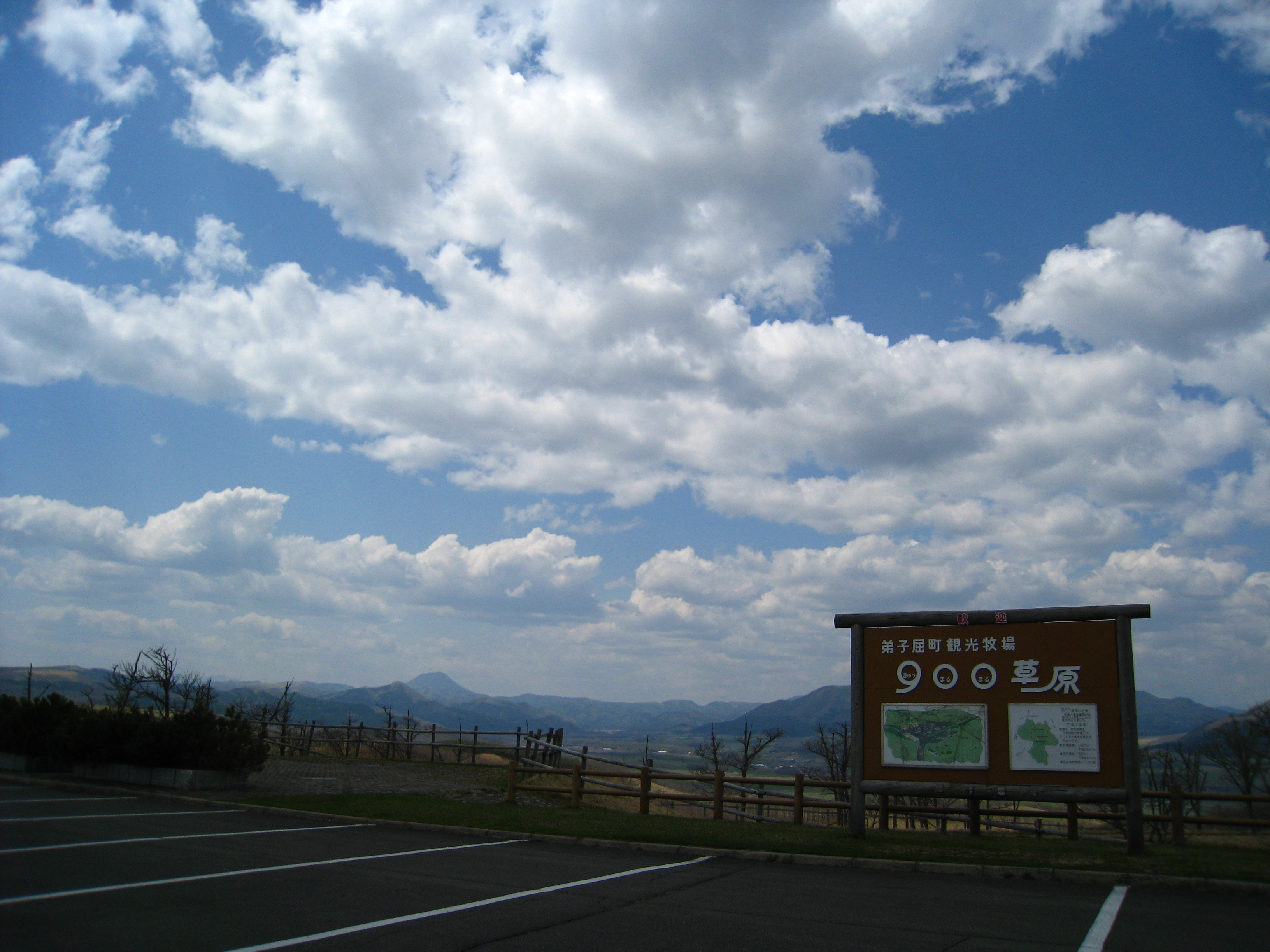
Parking et pâturages près de Teshikaga en mai 2008.
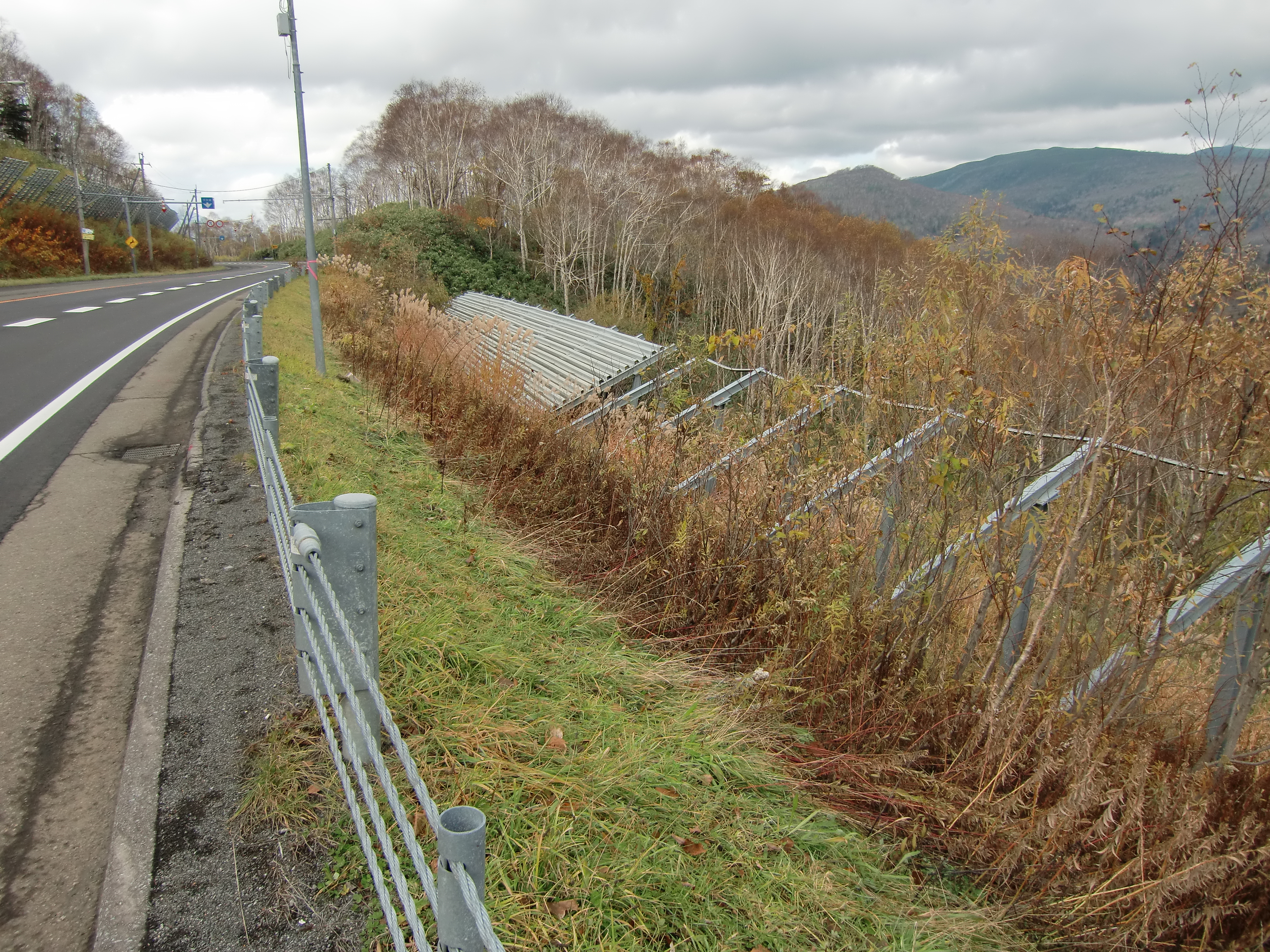
Route et barrière anti-neige au parc national de Shikotsu-Tōya en octobre 2021.

## Dans la culture
- Les Ainu shin'yōshū, chants traditionnels des Aïnous, accordent une place majeure au grand-duc de Blakiston, un des plus grands rapaces nocturnes, au loup de Hokkaidō, aujourd'hui éteint, au renard et même à la grenouille : ces animaux tiennent le rôle de narrateur dans 11 chants sur 13[21].